# リッチ郡 (ユタ州)
リッチ郡（英: Rich County）は、アメリカ合衆国ユタ州の北部に位置する郡である。2010年国勢調査での人口は2,264人であり、2000年の1,961人から15.5%増加した。郡庁所在地はランドルフ市（人口464人）であり、同郡で人口最大の町はガーデンシティ（人口562人）である。そこそこの人口がある町は5つに過ぎず、ユタ州の中でも人口が3番目に少ない郡である。1868年に設立され、郡名は末日聖徒イエス・キリスト教会の初期指導者の一人チャールズ・C・リッチに因んで名付けられた。
ベア湖とベア湖バレーの南半分が郡の北縁にある。ベア川バレーが郡東部の大半を占めている。これらバレーの標高は6,000フィート (1,800 m) に近く、残り部分はベア川山脈など山岳に覆われている。標高が高いので、冬は寒くて夏は温暖であり、人口が限られていることになる。

## 歴史
リッチ郡となった地域は、1811年に罠猟師のジョセフ・ミラーがベア川を発見したのが、ヨーロッパ人の最初に訪れた機会だったと考えられている。1827年、ベア湖の南岸で罠猟師の会合が行われ、これが今日まで毎年続く伝統となっている。その会合の地はベア湖州立公園の一部として保存されてもいる。郡内で最初の恒久的開拓地は1863年に設立されたラウンドバレーであり、現在のレイクタウン（1864年設立）の南西にあったが、現在はゴーストタウンになっている。郡庁所在地のランドルフは1870年に設立された。リッチ郡は1868年に設立され、現在の大きさになったのは1872年だった。

## 地理
アメリカ合衆国国勢調査局に拠れば、郡域全面積は1,086平方マイル (2,810 km2)であり、このうち陸地は1,029平方マイル (2,670 km2)、水域は58平方マイル (150 km2)で水域率は5.32％である。
ベア川バレーはベア川によって造られ、郡の東中部を構成している。ランドルフとウッドラフの町がこの農業中心のバレーにある。さらに北にはベア湖バレーの南半分があり、ベア湖を囲んでいる。この湖は湖水の透明度、湖浜および周囲を取り巻く山岳で有名である。郡西端にベア川山脈があり、ローガン・キャニオンがガーデンシティの西で開けている。ここはベア湖西岸の一風変わった観光地である。ベア湖の南岸にはレイクタウンがある。この湖の湖岸線のうち3つの部分がベア湖州立公園として保存されている。ベア川山脈の東斜面には山小屋があって、その人気が増しつつある。

### 隣接する郡
- ベアレイク郡 (アイダホ州) 北
- リンカーン郡 (ワイオミング州) 北東
- ユインタ郡 (ワイオミング州) - 南東
- サミット郡 - 南
- モーガン郡 - 南西
- ウィーバー郡 - 南西
- キャッシュ郡 - 西

### 国立保護地域
- キャッシュ国立の森（部分）

## 気候
標高が高いので、州内でも最も寒い地域である。ウッドラフでは -50°F (-46 ℃) を記録したことがあり、夏でも滅多に 90°F (32 ℃) を超えることはない。晩秋、冬および早春の雪が多く、冬季の間は根雪になる。
ベア川バレーとベア湖バレーの双方で冬季の温度逆転現象が大きな問題になっている。この現象によって極端な低温、霧、スモッグおよび靄が発生し、2週間以上も継続することがある。

## 人口動態
以下は2000年国勢調査による人口統計データである。
| 基礎データ - 人口: 1,961人 - 世帯数: 645 世帯 - 家族数: 521 家族 - 人口密度: 1人/km2（2人/mi2） - 住居数: 2,408軒 - 住居密度: 1軒/km2（2軒/mi2） 人種別人口構成 - 白人: 98.16% - ネイティブ・アメリカン: 0.05% - アジア人: 0.41% - その他の人種: 0.92% - 混血: 0.46% - ヒスパニック・ラテン系: 1.84% 年齢別人口構成 - 18歳未満: 34.6% - 18-24歳: 7.2% - 25-44歳: 22.2% - 45-64歳: 21.9% - 65歳以上: 14.1% - 年齢の中央値: 34歳 - 性比（女性100人あたり男性の人口） - 総人口: 103.6 - 18歳以上: 102.5 | 世帯と家族（対世帯数） - 18歳未満の子供がいる: 42.2% - 結婚・同居している夫婦: 74.4% - 未婚・離婚・死別女性が世帯主: 3.7% - 非家族世帯: 19.1% - 単身世帯: 17.1% - 65歳以上の老人1人暮らし: 7.0% - 平均構成人数 - 世帯: 3.01人 - 家族: 3.44人 収入と家計 - 収入の中央値 - 世帯: 39,766米ドル - 家族: 44,783米ドル - 性別 - 男性: 34,464米ドル - 女性: 22,396米ドル - 人口1人あたり収入: 16,267米ドル - 貧困線以下 - 対人口: 10.2% - 対家族数: 6.5% - 18歳未満: 11.3% - 65歳以上: 6.3% |

## 都市と町

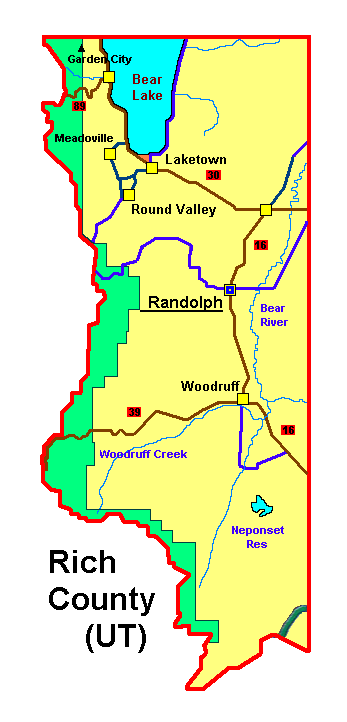
郡の地図

- ガーデンシティ
- ランドルフ - 郡庁所在地
- ウッドラフ
- ガーデン
- レイクタウン

## 交通
アメリカ国道89号線がベア川山脈からローガン・キャニオンを抜けて下り、ガーデンシティに北に曲がり、ベア湖岸に沿ってアイダホ州まで走っている。ユタ州道30号線はガーデンシティから南に、レイクタウンを通り東の山岳部を上ってワイオミング州境に至る。州道16号線はセイジクリーク・ジャンクションから南にランドルフとウッドラフを通り、その後にワイオミング州エバンストンの北西に入る。州道39号線はウッドラフから西のワサッチ山脈に入り、ハンツビルを抜けてオグデンに至る。しかしこの道路は冬季に積雪が多いために山間部で閉鎖される。南のサミット郡との郡境の直ぐ近くに州間高速道路80号線が走っているが、リッチ郡にはワイオミング州を経由して州道16号線でアクセスすることになる。